# Neomochtherus pamphylius
Neomochtherus pamphylius är en tvåvingeart som beskrevs av Tsacas 1968. Neomochtherus pamphylius ingår i släktet Neomochtherus och familjen rovflugor. Inga underarter finns listade i Catalogue of Life.